# Université d'État du Texas

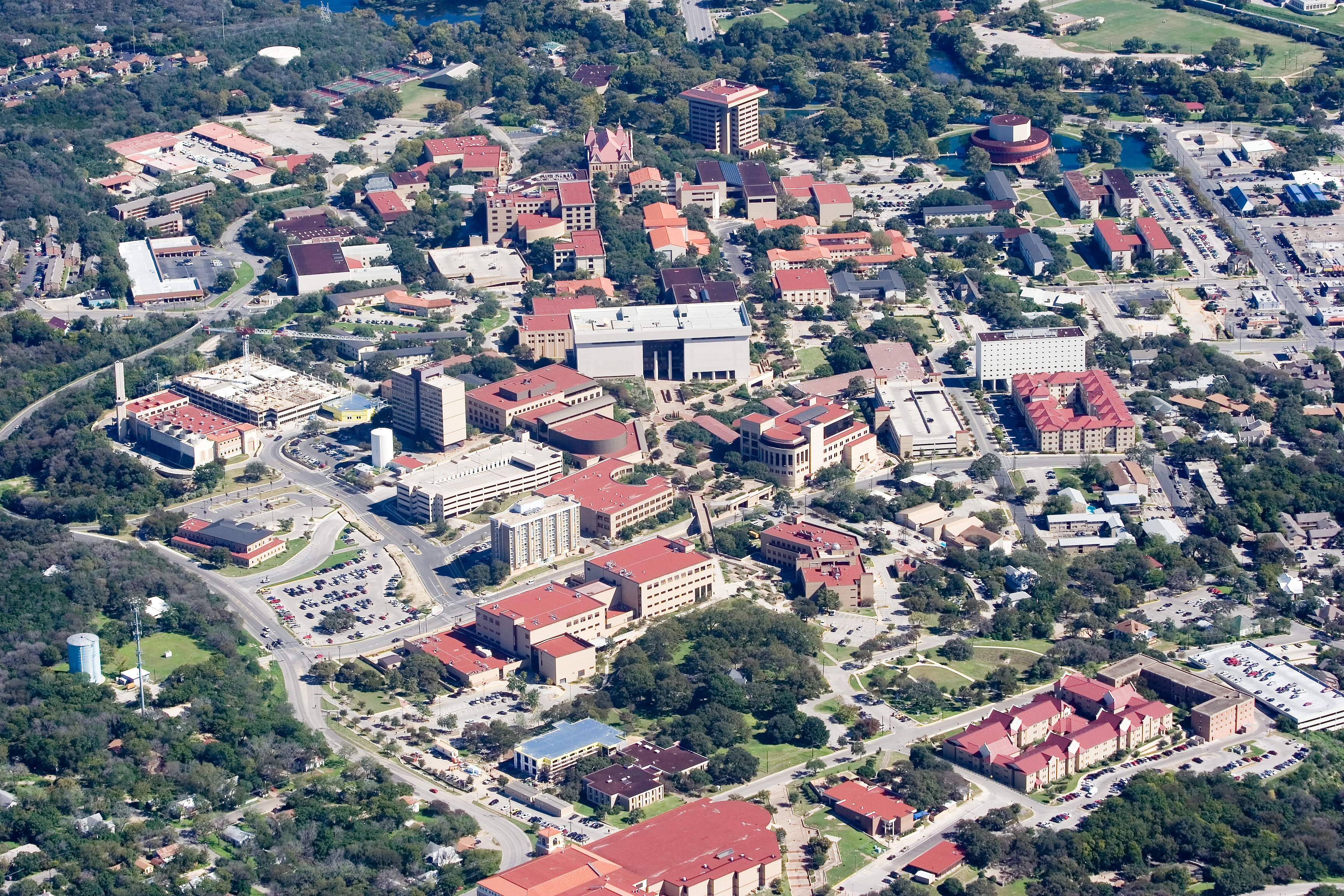
Vue aérienne du campus de l'université d'État du Texas en 2009.

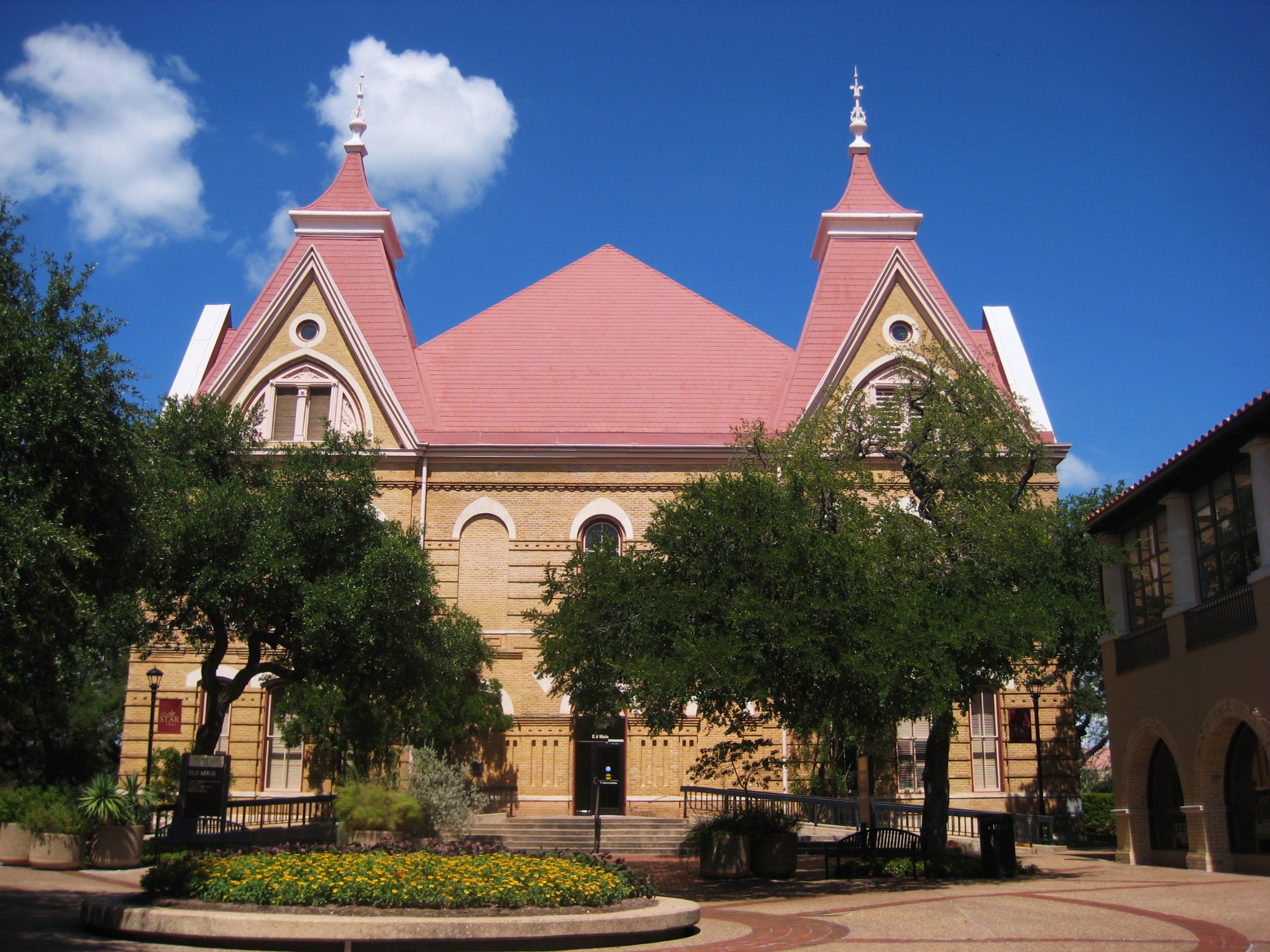
Le bâtiment Old Main en 2010.

L'université d'État du Texas (en anglais Texas State University) est une université de recherche publique située à San Marcos au Texas, elle fait partie des 7 établissements publics du Système des universités d'État du Texas.

## Histoire
Elle a été fondée en 1899 sous le nom de Southwest Texas State Normal School après une proposition de Fred Cocke, un représentant de l'État. Elle a ouvert ses portes en 1903 avec 303 étudiants. Depuis ce temps, il est devenu la plus grande institution du Texas State University System et la cinquième plus grande université de l'État du Texas avec plus de 38 000 étudiants inscrits pour le semestre d'automne 2017. Il a 10 collèges et environ 50 écoles et départements. Il comprend 245 bâtiments sur 2 km2.
L'université d'État du Texas a accueilli 527 étudiants étrangers en 2018. Plus de 8 000 étudiants français vont, chaque année, aux États-Unis pour suivre leurs études.